# Пламеневский, Александр Михайлович
Александр Михайлович Пламеневский (21 декабря 1894, Пенза — 27 ноября 1964, Москва) — советский военный деятель, генерал-майор (27 марта 1942 года).

## Биография
Александр Пламеневский родился 21 декабря 1894 года в городе Пензе Пензенской губернии. Русский.
В августе 1914 года окончил пензенскую 3-ю гимназию.

### Первая мировая и гражданская войны
В декабре 1914 года призван в ряды Русской императорской армии и направлен на правах вольноопределяющегося в 98-й пехотный запасной батальон, дислоцированный в Пензе, а в июне 1915 года переведён юнкером в Казанское военное училище, по окончании которого в сентябре того же года произведён в прапорщики и назначен на должность командира взвода в составе 98-го пехотного запасного батальона. В октябре с маршевой ротой был направлен в 4-й пехотный Копорский генерала графа Коновницына полк в составе 1-й пехотной дивизии, после чего принимал участие в боевых действиях на Северо-Западном фронте в районе Двинска и Риги, находясь на должностях младшего офицера, командира роты, начальника связи полка. В феврале 1918 года А. М. Пламеневский был демобилизован из рядов армии в чине поручика.
Работал сельским учителем в деревне Новиковка (Тюнярская волость, Городищенский уезд, Пензенская губерния).
20 сентября 1918 года призван в ряды Рабоче-крестьянской Красной Армии и назначен на должность командира роты в составе 6-го Приволжского пехотного запасного батальона, позже преобразованного в полк.
В 1919 году вступил в ряды РКП(б) (к 1941 году стал беспартийным).
В феврале 1919 года переведён в 5-ю стрелковую дивизию (Восточный фронт) и назначен на должность командира роты в составе 44-го стрелкового полка, после чего принимал участие в боевых действиях в районе Сарапула и Кургана. В июне назначен на должность командира ружейно-пулемётного парка в составе 1-й бригады этой же дивизии, а в октябре переведён на должность командира батальона в составе 34-го стрелкового полка (4-я стрелковая дивизия).
В декабре 1920 года направлен на учёбу на повторные курсы старшего комсостава при штабе Западного фронта, после окончания которых в мае 1921 года назначен на должность заведующего частью повторных курсов младшего комсостава при штабе 4-й стрелковой дивизии, дислоцированной в Борисов.

### Межвоенное время
Продолжив служить в составе 4-й стрелковой дивизии, А. М. Пламеневский в декабре 1921 года назначен на должность командира 35-го стрелкового полка, а в марте 1922 года — на должность помощника командира 36-го стрелкового полка. В июне 1922 года переведён в 12-й стрелковый полк, где служил на должностях командира роты и помощника командира батальона.
В сентябре 1923 года направлен на учёбу на курсы «Выстрел», после окончания которых в сентябре 1924 года назначен на должность помощника командира 22-го стрелкового полка в составе 8-й Минской стрелковой дивизии (Белорусский военный округ), дислоцированного в Бобруйске, в октябре — на должность начальника штаба полка, в октябре 1927 года — на должность начальника оперативной части штаба и начальника штаба 8-й Минской стрелковой дивизии, в апреле 1929 года — на должность помощника начальника штаба 4-й стрелковой дивизии, а в октябре — на должность помощника начальника штаба 8-й Минской стрелковой дивизии. В период с июня 1930 года по апрель 1933 года заочно учился в Военной академии имени М. В. Фрунзе.
В августе 1931 года направлен в Объединённую белорусскую военную школу, где назначен на должность преподавателя, а в мае 1936 года — на должность старшего преподавателя тактики.
24 октября 1938 года А. М. Пламеневский переведён в Военно-хозяйственную академию РККА, где назначен преподавателем кафедры общей тактики, а 11 февраля 1941 года — старшим преподавателем кафедры общей тактики.

### Великая Отечественная война
С началом войны комбриг Александр Михайлович Пламеневский находился на прежней должности в Военно-хозяйственной академии РККА им. В. М. Молотова, беспартийный (по данным наградных документов).
В августе 1941 года назначен на должность начальника штаба 304-й стрелковой дивизии, которая вела оборонительные боевые действия в районе посёлка Козелыцина, а с 17 сентября отступала по направлению на Санжары, Решетиловку и Полтаву, а в октябре участвовала в ходе Донбасской оборонительной операции.
25 октября (или 7 ноября) 1941 года назначен на должность командира 216-й стрелковой дивизии, ведшей тяжёлые оборонительные боевые действия в районе городов Харьков и Валуйки и затем с 19 ноября участвовавшей в ходе Ростовской наступательной операции. С 8 декабря 1941 года дивизия под командованием А. М. Пламеневского вела оборонительные боевые действия на левом берегу реки Миус, откуда в январе 1942 года была выведена в резерв Южного фронта в район населённых пунктов Крюково, Лысогорка, Крутой Яр (Ростовская область) с целью доукомплектования.
В феврале 1942 года дивизия была передислоцирована в район Барвенково, где в период с 27 февраля до 21 марта вела наступательные боевые действия в районе населённых пунктов Очеретино, Голубовка.
27 марта 1942 года присвоено звание генерал-майор.
В апреле 1942 года дивизия была передислоцирована в район села Петровеньки, где с июля вела тяжёлые оборонительные по направлению на Ростов-на-Дону, а в период с 25 по 29 июля — в районе Батайска, Койсуга, после чего отошла в район Усть-Лабинска, где с 8 по 18 августа вела оборонительные бои на левом берегу реки Кубань, однако после прорыва противником обороны справа дивизия под командованием А. М. Пламеневского была вынуждена отступать по направлению на Новороссийск. С 12 января 1943 года дивизия принимала участие в Северо-Кавказской и Краснодарской наступательных операций. С 11 апреля 1943 года командиром 216-й стрелковой дивизии стал полковник Герш Моисеевич Ройтенберг.
В апреле 1943 года генерал-майор Пламеневский назначен на должность заместителя командующего по тылу 56-й армии, которая с сентября участвовала в ходе Новороссийско-Таманской наступательной и Керченско-Эльтигенской десантной операций, освобождения Таманского полуострова и боевых действий на Керченском полуострове.
В декабре 1943 года назначен на должность заместителя командира 20-го десантно-стрелкового корпуса, совмещая с должностью начальника Керченской переправы, а 16 марта 1944 года — на должность заместителя командующего по тылу Отдельной Приморской армии, которая вскоре участвовала в ходе в Крымской наступательной операции и освобождения Севастополя.
В мае 1944 года назначен заместителем командующего по тылу 2-го Прибалтийского фронта, после чего принимал участие в ходе Режицко-Двинской, Мадонской и Рижской наступательных операций, а также в боевых действиях против Курляндской группировки войск противника.

### Послевоенная карьера
После окончания войны находился на прежней должности.
В сентябре 1945 года генерал-майор интендантской службы А. М. Пламеневский назначен на должность начальника тыла — заместителя командующего войсками по материальному обеспечению Центрального фронта ПВО, в июле 1946 года — на должность начальника тыла — заместителя командующего войсками по материальному обеспечению Северо-Западного округа ПВО.
В мае 1948 года назначен на должность старшего преподавателя Высшей военной академии имени К. Е. Ворошилова, одновременно с этим учился в этой же академии, которую окончил в 1951 году.
1 марта 1955 года вышел в запас.
Генерал-майор Александр Михайлович Пламеневский умер 27 ноября 1964 года в Москве. Похоронен на Кузьминском кладбище, ныне муниципального округа Выхино-Жулебино Юго-Восточного административного округа города Москвы.

## Воинские звания
- Комбриг (2 апреля 1940 года);
- Генерал-майор (27 марта 1942 года).

## Награды
- Орден Ленина (21 февраля 1945 года[5]);
- Четыре ордена Красного Знамени (13 декабря 1942 года[6][7], 3 ноября 1944 года[8], 29 июня 1945 года[9][10], 29 июня 1949 года);
- Орден Богдана Хмельницкого II степени (30 июля 1944 года[11][12]);
- Два ордена Отечественной войны I степени (25 октября 1943 года[13], 16 сентября 1945 года[14]);
- Орден Красной Звезды (5 ноября 1941 года[15]);
- Медали.

## Семья
Жена Нина Васильевна Пламеневская.